# LFA-1
 (octobre 2017).
Si vous disposez d'ouvrages ou d'articles de référence ou si vous connaissez des sites web de qualité traitant du thème abordé ici, merci de compléter l'article en donnant les références utiles à sa vérifiabilité et en les liant à la section « Notes et références ».
La LFA-1 est une molécule d'adhérence de la famille des Intégrine présente notamment à la surface des leucocytes.

## Utilisation
Elle est utilisée dans le corps humain dans les phénomènes d’inflammations, en se liant aux Immunoglobulines  (ICAM-1) à la surface des cellules endothéliales. Ce phénomène se nomme l'adhérence ferme et permet la transduction des leucocytes à travers ces cellules pour atteindre leur site d'action (Diapedèse).